# Swojczów
Swojczów (ukr. Свійчів) – wieś leżąca na terenie Ukrainy, obwód wołyński, rejon włodzimierski.

## Historia
Wieś przed 1939 r. położona w Polsce, w gminie Werba, powiat włodzimierski, województwo wołyńskie.
W 1607 r. kasztelan wołyński Jan Łahodowski (herbu Korczak) zbudował na terenie wsi drewniany kościół pw. Narodzenia Najświętszej Marii Panny, a następnie podczaszy koronny Szczęsny Czacki w 1787 r. – kościół murowany. W kościele znajdowała się kopia obrazu Matki Bożej Śnieżnej – obraz Matki Boskiej Swojczowskiej (obecnie znajdujący się w Otwocku w parafii pw. św. Wincentego á Paulo). Ponadto przed 1939 r. we wsi znajdowała się m.in. cerkiew prawosławna, szkoła, poczta, posterunek policji, mleczarnia, karczmy a osada była zamieszkana w połowie przez Polaków i w połowie przez Ukraińców.
W czasie okupacji niemieckiej mieszkająca tutaj ukraińska rodzina Diaczuków ukrywała Żydów, za co po wojnie Instytut Jad Waszem uhonorował tytułami Sprawiedliwych wśród Narodów Świata Ołeksandra i Sołomiję Diaczuków oraz ich dzieci, Pawła Diaczuka i Mariję Ocaluk (z d. Diaczuk).

### Zbrodnia wołyńska
31 sierpnia 1943 r. banderowcy (Ukraińska Powstańcza Armia) przy pomocy ukraińskich chłopów z pobliskich wsi zamordowali w Swojczowie około 100 osób narodowości polskiej. Rzeź rozpoczęła się od próby wysadzenia murów miejscowego kościoła, co było hasłem do mordowania Polaków. Nieliczni uratowani Polacy znaleźli schronienie we Włodzimierzu Wołyńskim. W miejscu wysadzonego w powietrze kościoła obecnie stoi krzyż.